# کوکالیو
کوکالیو (به ایتالیایی: Coccaglio) یک کومونه در ایتالیا است که در استان برشا واقع شده‌است. کوکالیو ۱۱ کیلومتر مربع مساحت و ۸٬۶۶۰ نفر جمعیت دارد.